# Continental (bilmärke)

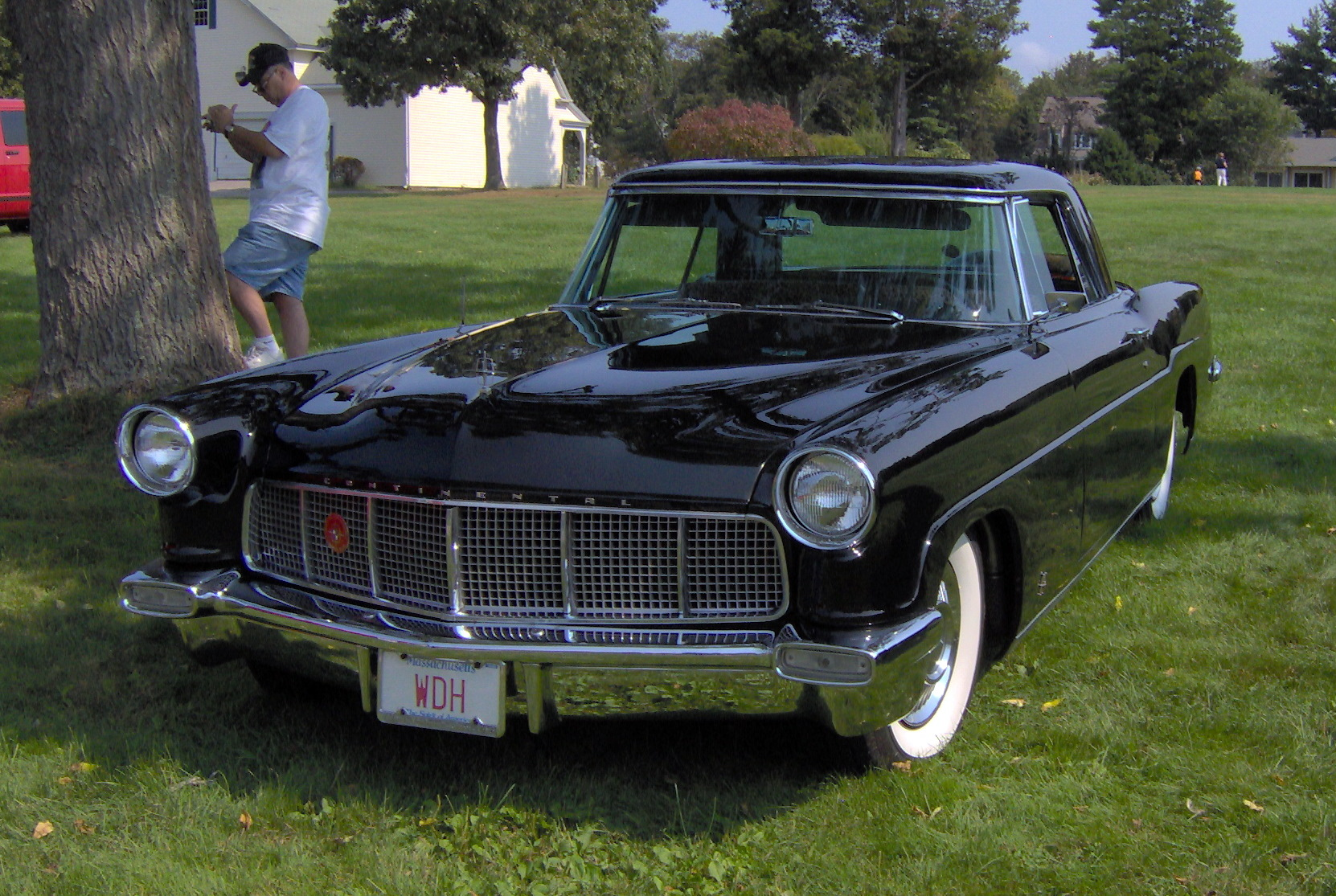
Continental Mark II av 1956 års modell

Continental, amerikanskt bilmärke, tillverkat av Ford Motor Company åren 1955-1959 + 1968-1985. Märket skulle vara steget över Lincoln och ursprungligen konkurrera med märken som Bentley. Namnet var ett uppgraderat modellnamn, taget från Lincolns modell Continental tillverkad 1940-1948.
Från 1958 och framåt var märket, tillsammans med koncernbrodern Lincoln snarast konkurrent till olika modeller från Cadillac.
Det råder en del förvirring runt märket eftersom namnet kommer från en Lincolnmodell som fanns innan, efter och även under lång tid samtidigt som märket Continental. Men i de fall som både Lincoln Continental och någon av Continental Mark III-VI förekommer i samma broschyrer så görs en tydlig distinktion mellan märkena. 
Dessutom så är märket tilldelat en egen kod i World Manufacturer Identifier åren 1981-85. Continental har koden 1MR till skillnad från Lincoln som har koden 1LN.
Från och med 1986 års modell upphörde märket och de två modellerna som då tillverkades överfördes till Lincoln.

## Modeller
- Continental Mark II 1956-1957

- Continental Mark III 1958, i allt väsentligt en uppgraderad Lincoln Premiere.
- Continental Mark IV 1959, modellen övergick 1960 till Lincoln och bytte namn till Lincoln Continental Mark V.

- Continental Mark III 1969-1971, baserad på Ford Thunderbird, mekanik från Lincoln och försedd med en egen design. Gäller 1969-1979.
- Continental Mark IV 1972-1976
- Continental Mark V 1977-1979
- Continental Mark VI 1980-1983, baserad på Fords Panther plattform, introducerad 1979, som användes av Ford LTD, Mercury Marquis och Lincoln Continental
- Continental Mark VII 1984-1985, modellen övergick 1986 till Lincoln och bytte namn till Lincoln Mark VII.

- "Sedan" 1982-1985, en mindre modell utan egentligt modellnamn, övergick till Lincoln 1986 och bytte namn till Lincoln Continental, baserad på Fords Fox plattform, introducerad 1978, som användes av bland andra Ford Fairmont, Mercury Zephyr och Mark VII som introducerades 1984.